# Monastero di Benediktbeuern
Il monastero di Benediktbeuern (in tedesco: Kloster Benediktbeuern; in latino: Bura Sancti Benedicti) è un antico complesso benedettino, oggi dei Salesiani, situato nel comune bavarese di Benediktbeuern, in Germania.

## Storia e descrizione

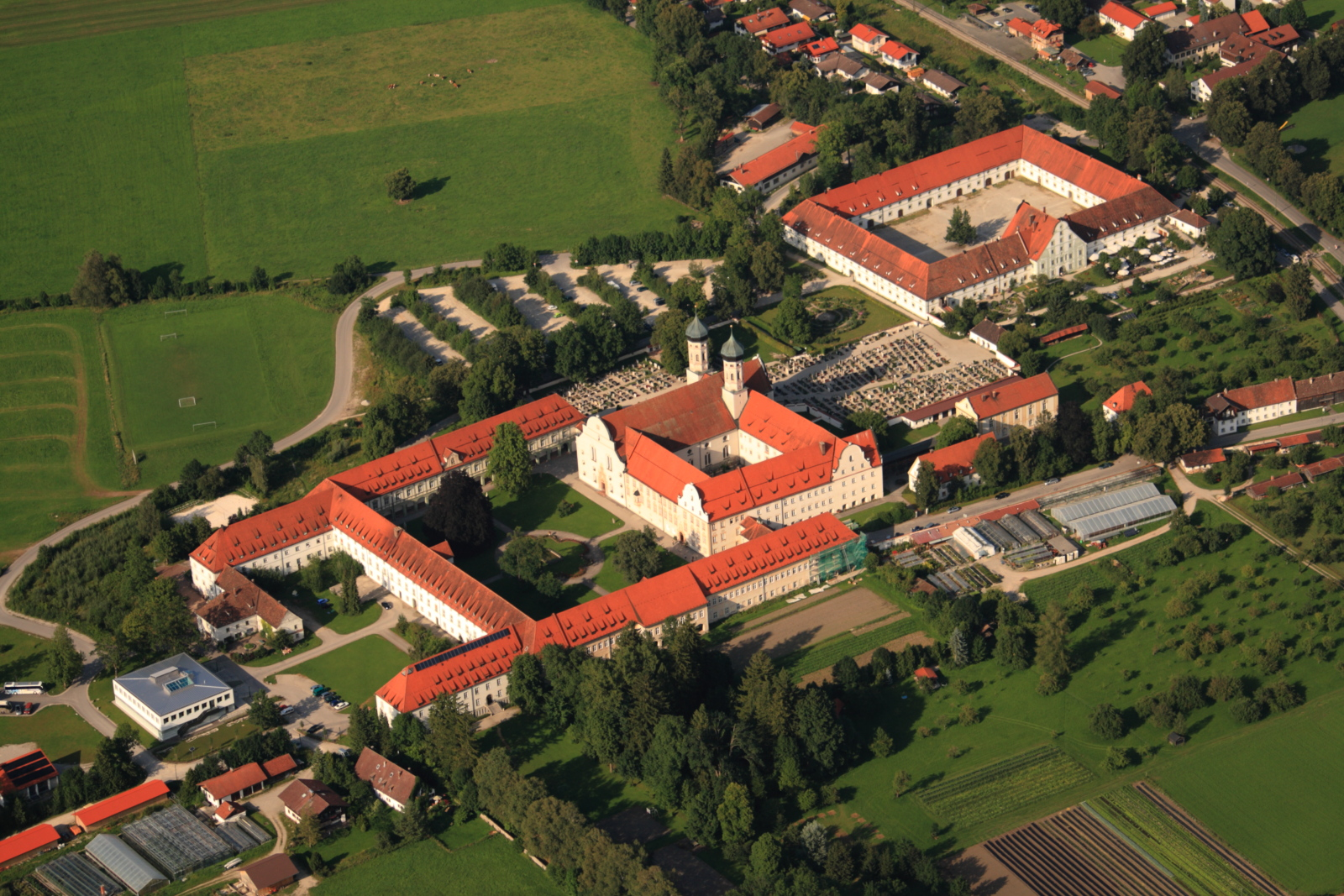
Veduta aerea del monastero.

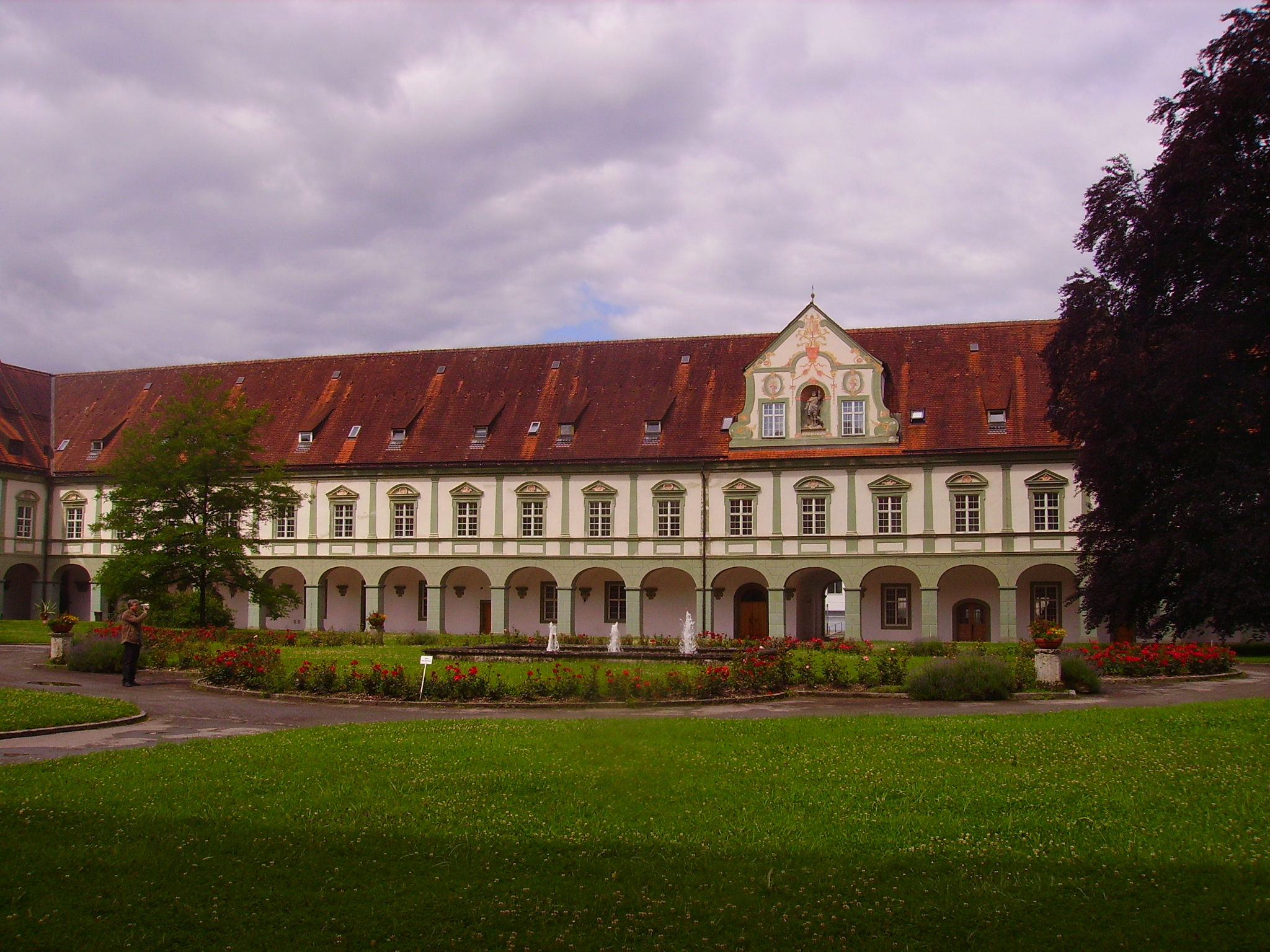
Gli edifici monastici.

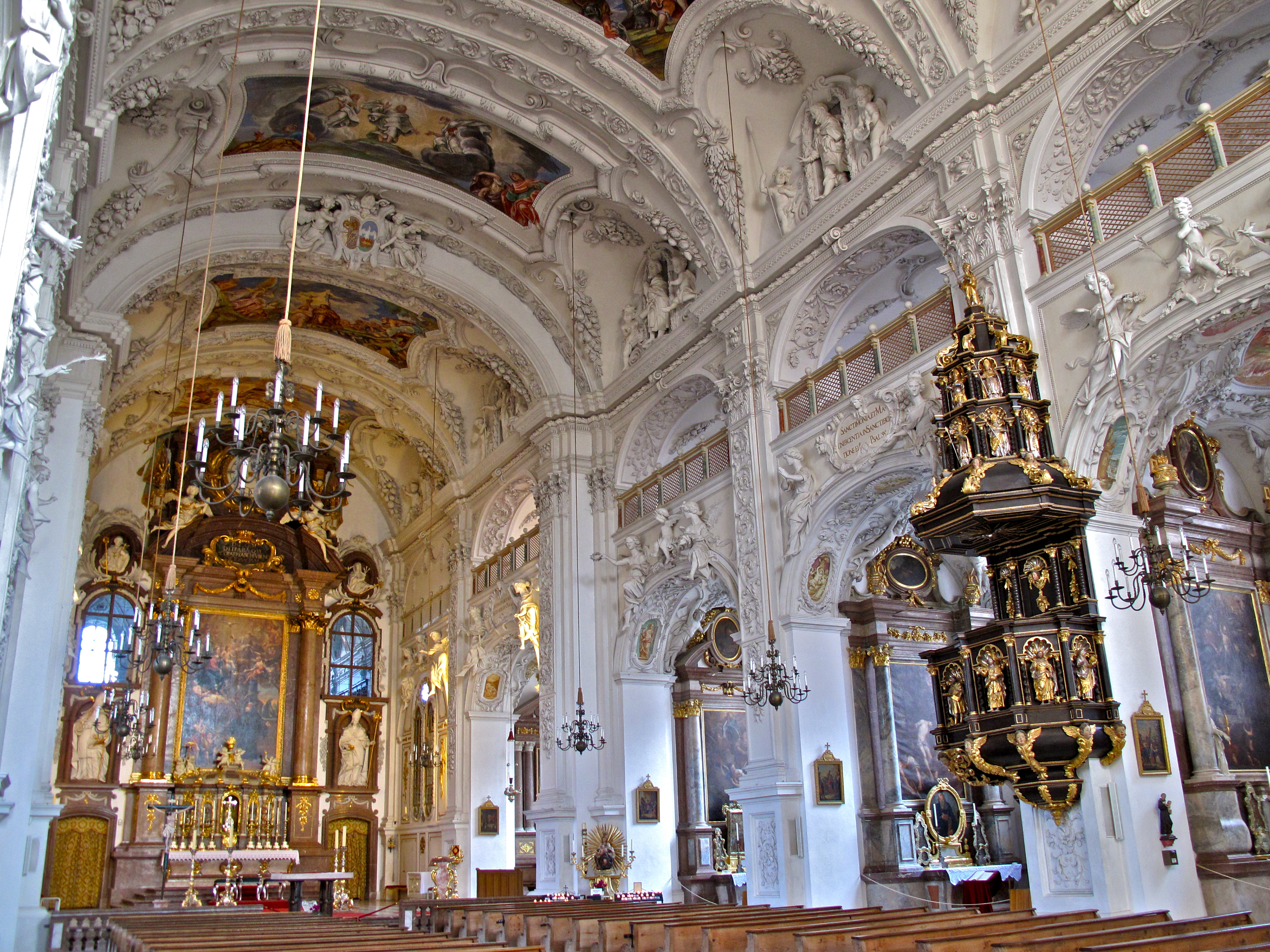
Interno della Chiesa monastica.

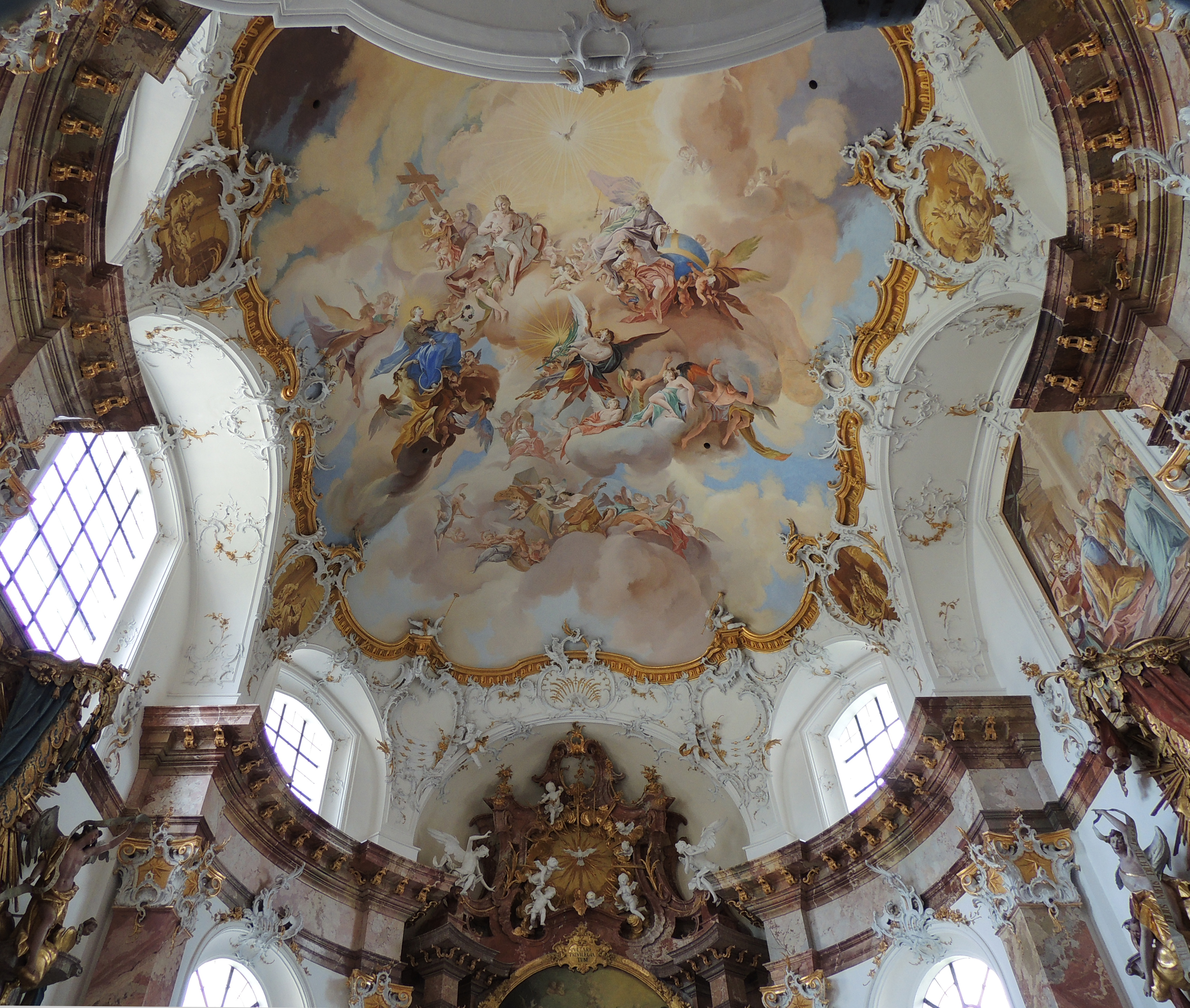
Volta della Cappella di Sant'Anastasia.

Il monastero benedettino venne fondato dagli Huosi, i quali diedero, secondo la tradizione, tre abati, tra loro fratelli (circostanza assai improbabile dato i decenni tra l'uno e l'altro): Lantfrido, Waldram ed Elilant. Il monastero venne consacrato da San Bonifacio dedicando la relativa chiesa alla Santa Trinità, cosa però non universalmente accettata. Qui esisteva una scuola di scrittura, la cui opera sopravvive sotto forma di numerosi codici dell'VIII e IX secolo.
Nel 955 il monastero fu distrutto dagli ungheresi e restaurato nel 969 dal sacerdote Wolfold come casa di canonici.

## Seconda fondazione
Il monastero divenne famoso nel corso del Medioevo come Scriptorium, tanto che nel 1230 vi fu realizzato il Codex Buranus, l'importante codice miniato contenente il celebre manoscritto dei Carmina Burana, un insieme di canti poetici medievali in tedesco, latino e francese.
Nel 1273 vi ebbe luogo la prima processione del Corpus Domini (Fronleichnamsprozession) in Baviera.
Tra il 1669 e il 1685 tutti gli edifici monastici vennero rifatti secondo le nuove tendenze dettate dall'architettura barocca. Nel 1722 venne realizzata la biblioteca.
Il monastero venne secolarizzato nel 1803 e nella sua biblioteca venne trovato il famoso manoscritto medievale dei Carmina Burana, oggi alla Bayerische Staatsbibliothek di Monaco di Baviera. I Carmina Burana devono il nome a Johann Andreas Schmeller, il linguista tedesco che ne pubblicò la prima edizione completa nel 1847. Carl Orff musicò, modificandone i temi originali, alcuni di questi poemi nel 1935-36.
Con la secolarizzazione gli edifici monastici furono adibiti a vetreria, ruolo che ricoprì fino al 1884. Il fisico e ottico Joseph von Fraunhofer vi diresse un istituto fra il 1809 e il 1819 e scoprì qui le Linee di Fraunhofer. Oggi i locali della vetreria sono un museo.
Nel 1930 tutto il complesso venne acquistato dai Salesiani di Don Bosco, che v'installarono un istituto superiore di Teologia e Pedagogia.
Nel 1972 la chiesa di San Benedetto venne elevata a rango di basilica minore.

## La chiesa monastica
La chiesa monastica, dedicata a San Benedetto, venne ricostruita tra il 1680 e il 1685 dall'architetto Caspar Feichtmayr in uno stile barocco d'influsso italiano. L'interno, con pianta a croce latina e navata unica con cappelle laterali, presenta una ricca decorazione di stucchi e affreschi, opere di Hans Georg Asam, padre dei celebri fratelli Cosmas Damian e Egid Quirin Asam. Sugli altari sono tele di Martin Knoller del 1788.
A sinistra del coro si apre la Anastasiakapelle, Cappella di Sant'Anastasia, bell'opera rococò realizzata fra il 1750 e il 1758 su progetto di Johann Michael Fischer. La decorazione interna venne disegnata da Johann Michael Feuchtmayer, gli affreschi sono del tirolese Johann Jakob Zeiller e gli altari laterali sono stati eseguiti da Ignaz Günther. 
Sull'altar maggiore vi è il reliquiario di Egid Quirin Asam, sormontato dalla pala d'altare del 1726, opera di Jacopo Amigoni.